# Maria Santissima di Araceli

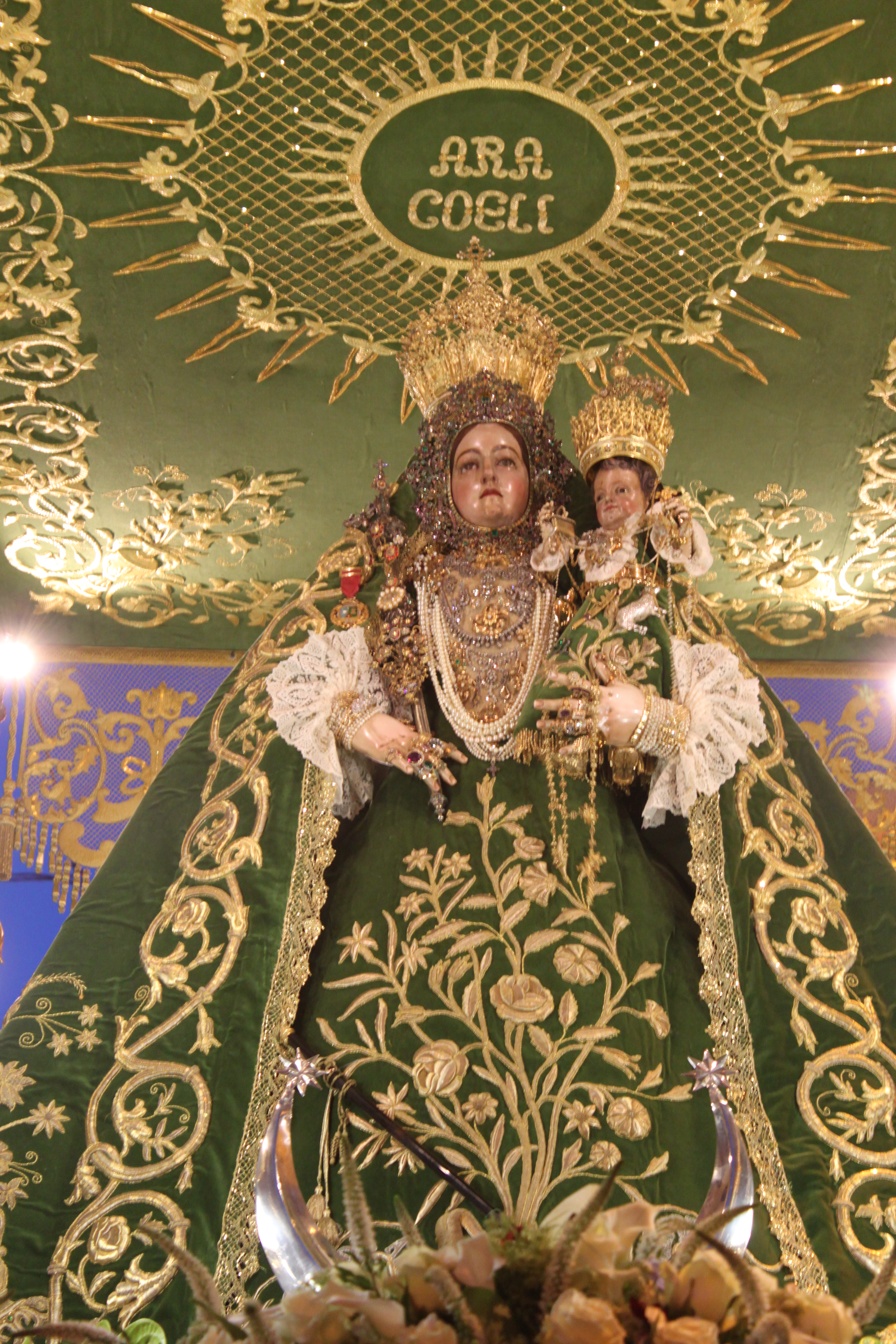
Virgen de Araceli.

Maria Santissima di Araceli, o Virgen de Araceli, è patrona di Lucena (Spagna). A metà del XX secolo ebbe luogo la sua coronazione canonica.

## Origini del culto
La scultura della Virgen de Araceli è portata da Roma dal II marchese di Comares, Luis Fernández de Córdoba, in 1562. Egli entra nella basilica di Santa Maria in Ara Coeli e si innamora della bellezza dell'immagine in tal modo che ordina una copia in scultura per il suo palazzo in Lucena.
All'incirca Lucena i cavalli che la portano si perdono mentre infuria la tempesta. La leggenda vuole che i cavalli si perdono dov'è oggi la Prima Croce e appaiono dove sono le Tre Croci, in cima all Sierra de Aras.

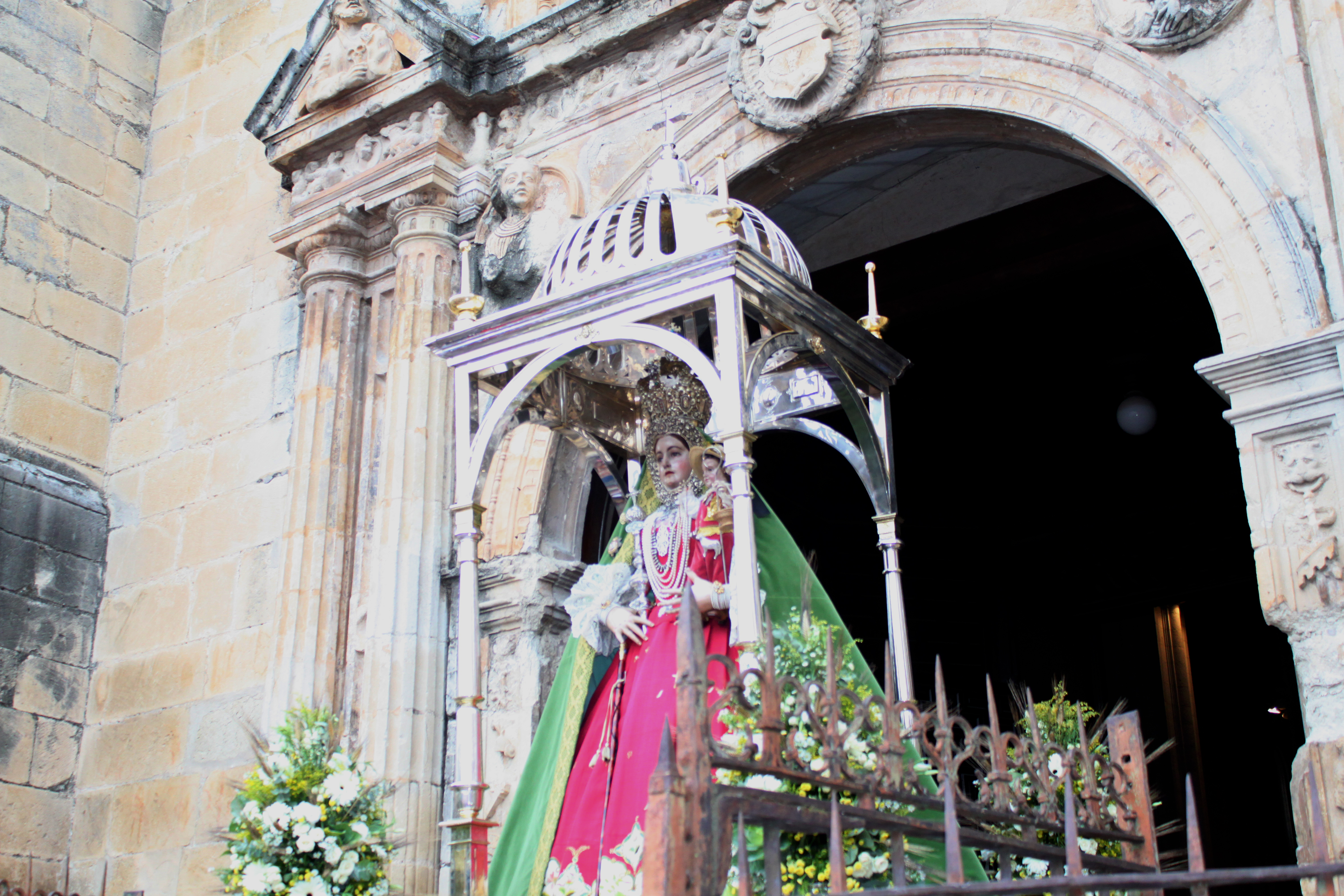
Virgen de Araceli uscendo di San Mateo alla romería de salita.

## Coronazione dell'immagine
Nel 1923 è costituita una commissione pro-coronazione e si comincia a raccogliere il denaro per le due corone (una per la madonna e l'altra per il bambino), terminate nel 1934.
Le circostanze politiche dell'epoca repubblicana e della guerra civile e le sue conseguenze socioeconomiche ritardano il progetto fino al 1943 che si rilancia dal consiglio municipale. Finalmente, benedette le corone dal papa Pio XII, il 2 maggio 1948 avviene la coronazione ufficiale nella piazza nuova sotto la pioggia.

## Feste aracelitane
La penultima domenica di aprile c'è la  romería di scesa: la madonna esce del suo santuario di Sierra de Aras ed è portata a spalla per 6 km.
La prima domenica di maggio (festività delle donne chiamate Araceli) è portata per le strade e la rientrata in chiesa è marcata per fuochi d'artificio.
Finalmente, la prima domenica di giugno c'è la  romería di salita: la madonna ritorna al suo santuario accompagnata da migliaia di persone che passano la giornata in campagna.

## Galleria d'immagini

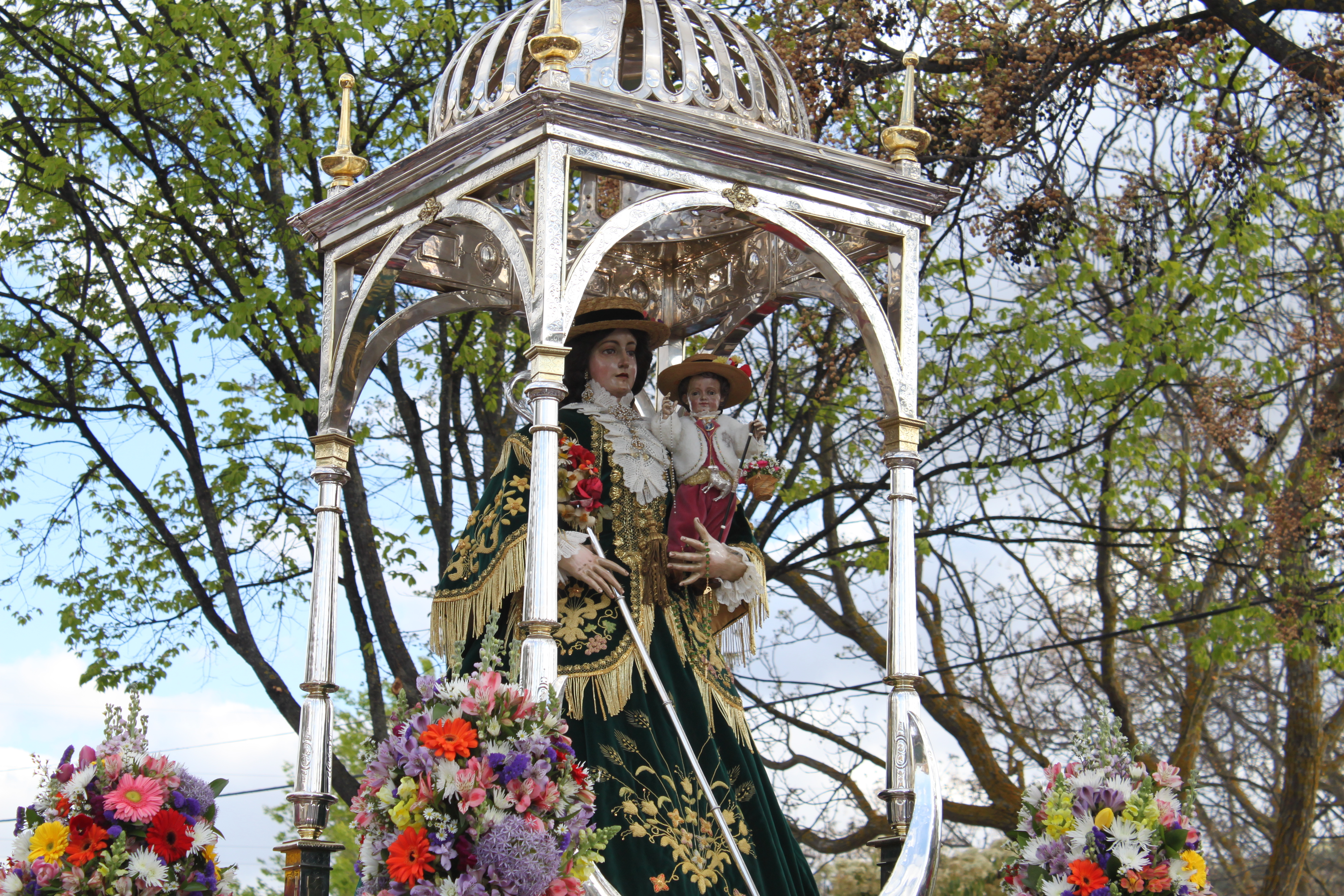
Romería di scesa.
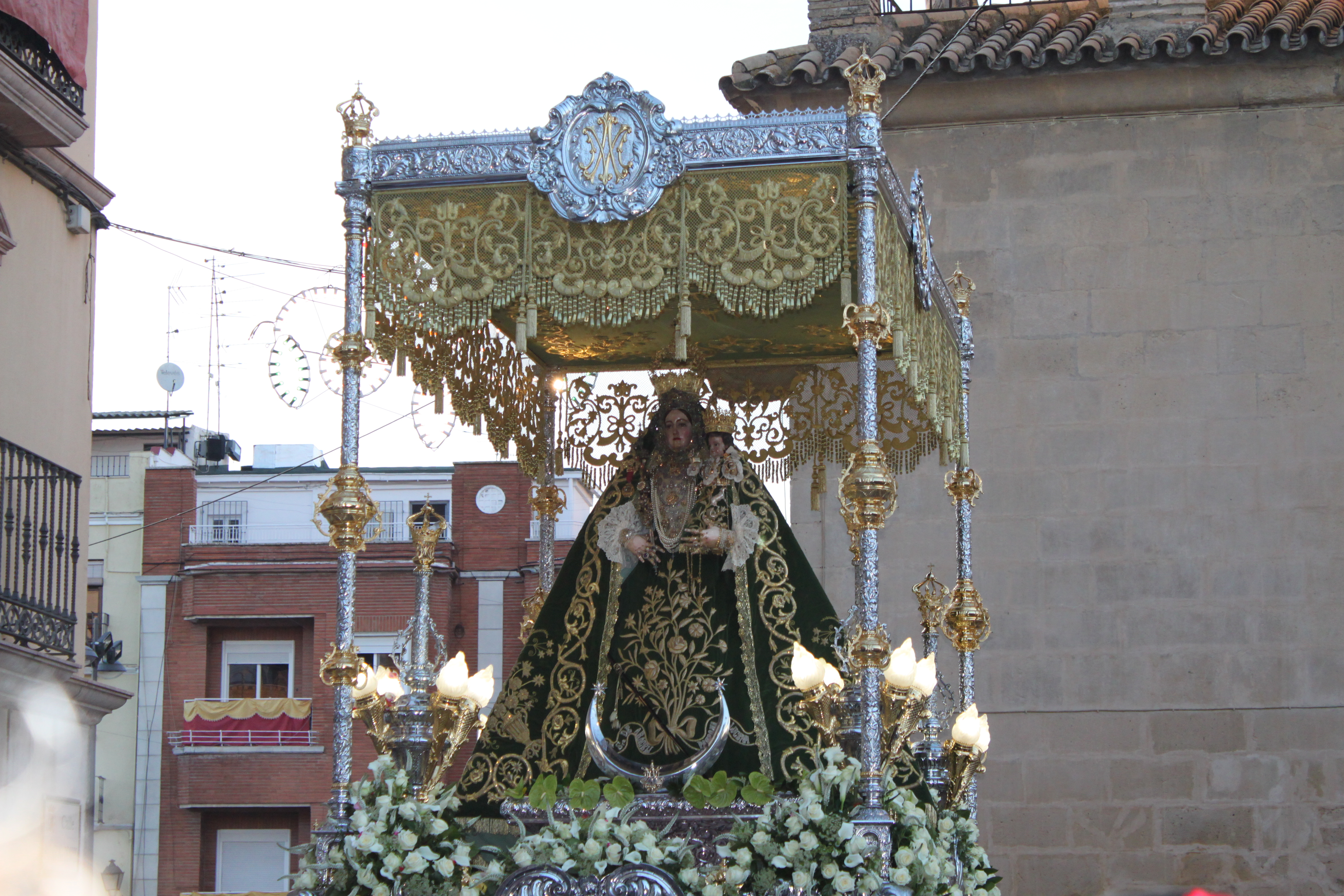
La prima domenica di maggio.
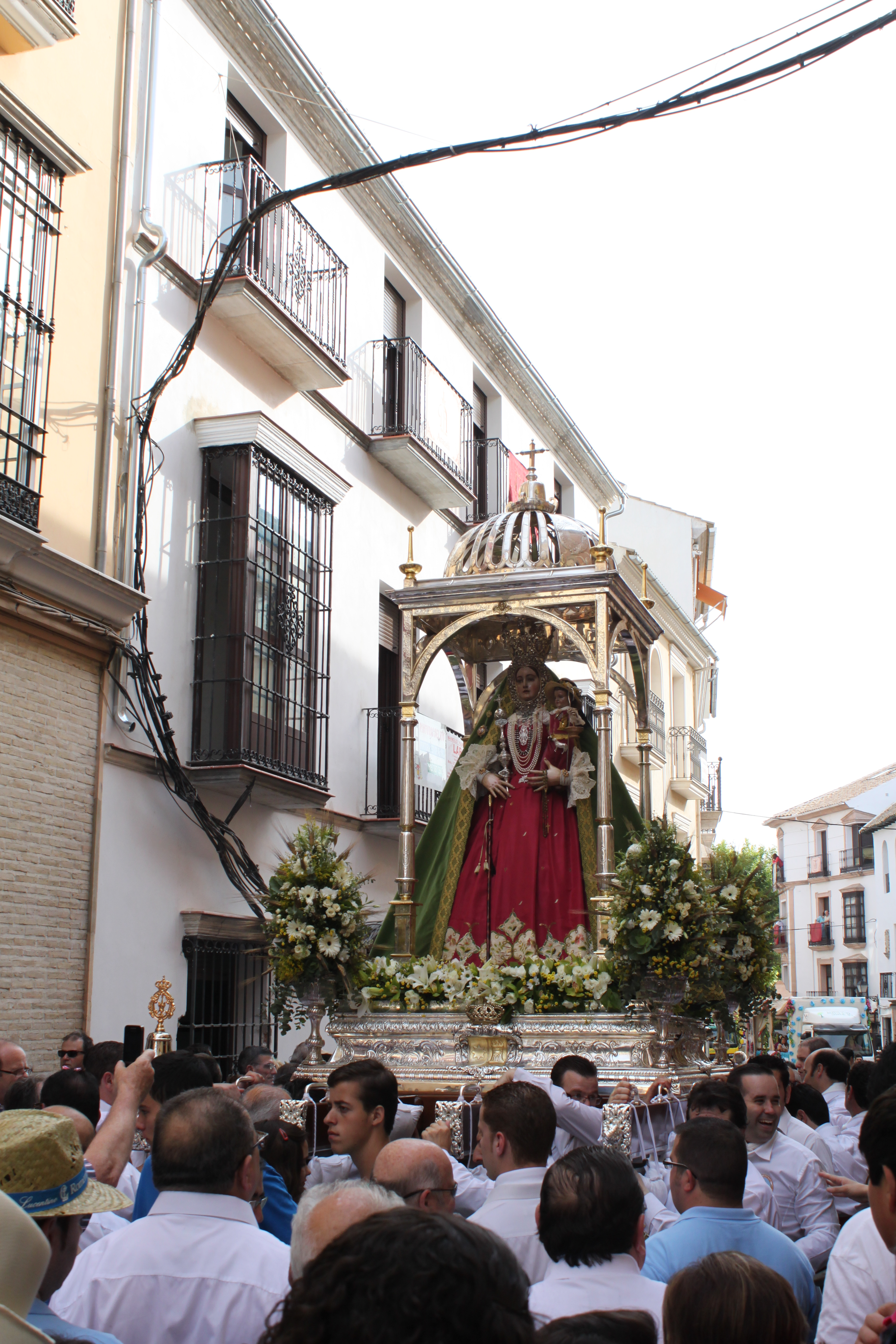
Romería di salita.

## Confraternite filiali

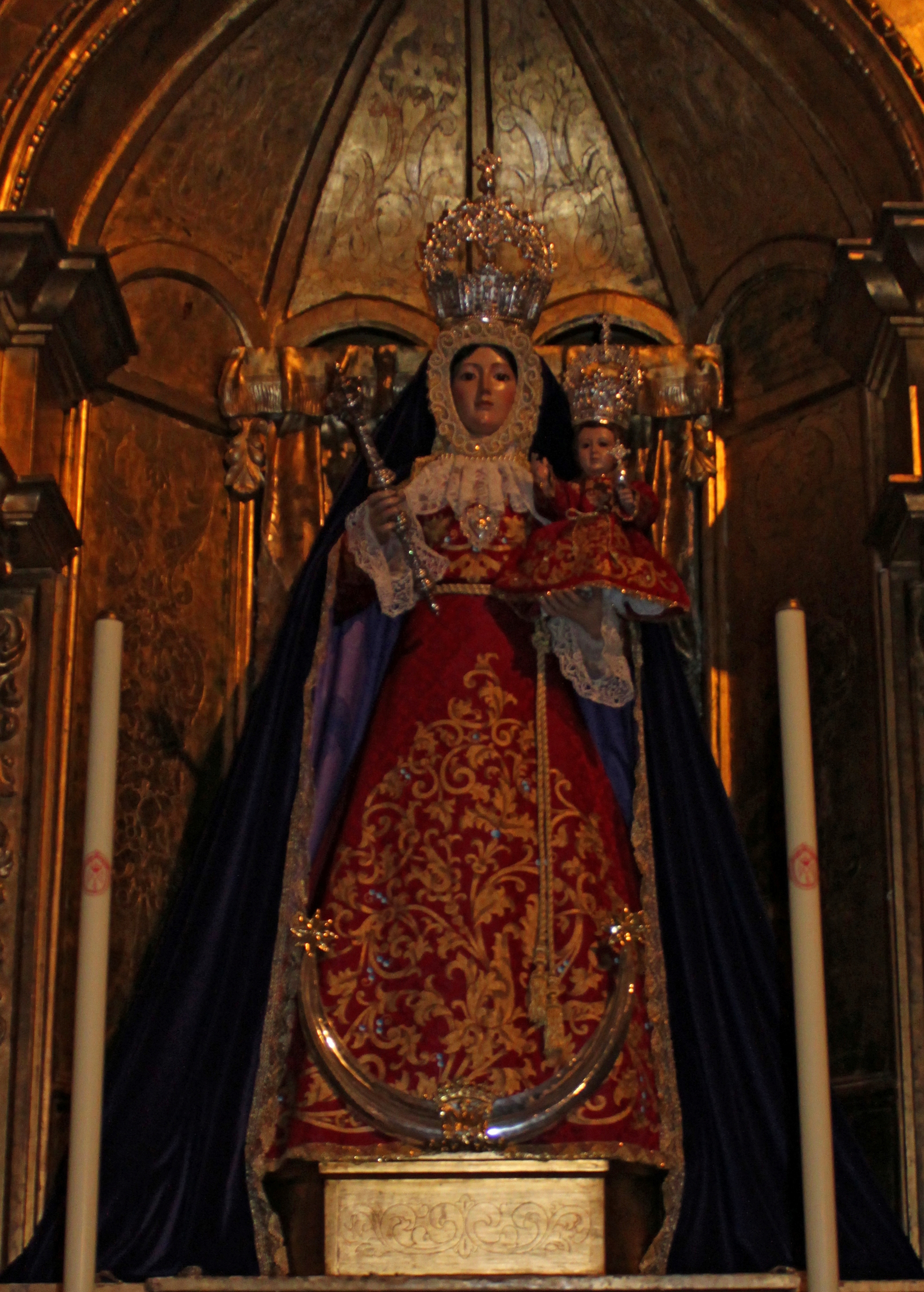
Virgen de Araceli, di Antonio Castillo Lastrucci, a Siviglia.

Le confraternite filiali (hermandades filiales) sono dispersi sulla Spagna. Si possono notare le seguenti città e chiese dove hanno la sede:
- Malaga: chiesa del Santo Cristo de la Salud. [3] È la confraternita filiale decana.
- Siviglia: chiesa di San Andrés.
- Madrid: chiesa della Santa Cruz.
- Cordova: chiesa di Nuestra Señora de Araceli.
- Tarragona: chiesa di San José Obrero di Torreforta.[4]